# Straßheim
Straßheim (auch Strassheim, Ober-, Nieder-Straßheim oder Löwenhof) ist der Name einer Dorfwüstung bei Friedberg im Wetteraukreis in Hessen. Während in früheren Urkunden keine Unterscheidung vorgenommen wird, nennen spätere Quellen zwei Orte mit dem Namen Ober- und Nieder-Straßheim. Ober-Straßheim blieb wahrscheinlich ein größerer Hof oder eine Gehöftgruppe. Beide Orte fielen im 15. oder 16. Jahrhundert wüst. Die Kirche von Nieder-Straßheim bestand weiter und wurde erst 1804 abgebrochen.

## Nieder-Straßheim (Straßheim)
Die Ersterwähnung Straßheims erfolgte im Jahr 1064, noch als Teil der Grafschaft Malstatt unter den Grafen von Nürings. 1184 wird erstmals die Straßheimer Kirche erwähnt. Sie wurde wahrscheinlich auf den Fundamenten einer älteren Kapelle aus dem 9. Jahrhundert errichtet. Die Kirche gehörte dem Stift St. Alban vor Mainz. Filialkirchen der Straßheimer Kirche war die Kirche zu Friedberg-Fauerbach, sowie mit jeweils eigenem Pleban die Kirchen zu Ockstadt, Bruchenbrücken und Ober-Rosbach. Die Kirche wurde erst 1804 abgebrochen, wobei ein römischer Votivstein im Fundament aufgefunden wurde.
Zu der Kirche gehörte wahrscheinlich auch ein kleiner Friedhof und ein Pfarrhof. Im Reichskrieg gegen Philipp von Falkenstein wurde der Ort geplündert und niedergebrannt, einige Jahre später wieder aufgebaut. Nach der Pest zogen um 1500 viele Einwohner nach Friedberg um. Die Pfarrstelle verwaiste anschließend.

Von Ober-Straßheim fließt der Straßbach nach Osten, wo er an der Görbelheimer Mühle in die Wetter mündet. Sein Name weist noch auf die beiden ausgegangenen Orte. Nieder-Straßheim lag westlich des alten Wegs von Ockstadt nach Nieder-Rosbach, nördlich des Straßbaches. Die Flurnamen Straßheimer Bach, An der Straßheimer Kirche, Im großen Straßheimer Grund sowie Im kleinen Straßheimer Grund haben sich erhalten. Im benachbarten Friedberg wurde die Straßheimer Straße nach der Wüstung benannt. Auch eine Blockstelle an der Bahnstrecke Friedrichsdorf–Friedberg trug den Namen.

## Ober-Straßheim (Löwenhof)
Der Ober-Straßheimer Hof (Lage: 50° 19′ 2,6″ N, 8° 41′ 48,2″ O) bildete eine gesonderte Gemarkung (gemeindefreies Gebiet). Er wird auch Löwenhof genannt, da er sich lange Zeit im Besitz der Freiherren Löw von Steinfurth befand. Südöstlich dieses Hofes an der Alten Butzbacher Straße soll sich ein Ort Ober-Straßheim befunden haben. Folgende urkundliche Nennungen sind bekannt:
- 1342 verkaufte Philipp V. von Falkenstein eine halbe Hube zu Obernstrazheim[5]
- 1458 bekannte Eberhard Löw von Steinfurth, dass er von Graf Philipp dem Älteren von Hanau den Zehnten zu Fuerbach, des Dorfes und Gerichts Ober-Straßheim und ein münzenbergisches Burglehen empfangen habe.[4]
- 1780 kaufte der Freiherr von Frankenstein zu Ockstadt den Hof mit Einwilligung des Lehnsherrn. Dennoch wird 1785 der verkaufende Freiherr Löw von Steinfurth von Kurmainz mit der Vogtei belehnt, was durchaus nicht ungewöhnlich ist.[6]

Der Ober-Straßheimer Hof gehörte zum Gebiet des Gemeinen Rechts, das hier ohne die Überlagerung von Partikularrecht galt. Dieses behielt seine Geltung auch während der Zugehörigkeit zum Großherzogtum Hessen im 19. Jahrhundert, bis es zum 1. Januar 1900 von dem einheitlich im ganzen Deutschen Reich geltenden Bürgerlichen Gesetzbuch abgelöst wurde.
1806 fiel der Hof durch die Rheinbundakte an das Großherzogtum Hessen, das ihn in das Fürstentum Starkenburg (ab 1816: Provinz Starkenburg) eingliederte. Die Patrimonialgerichtsbarkeit der adeligen Familie Frankenstein zu Ockstadt bestand aber zunächst fort. Diese wurde erst ab 1822 im Namen der Gerichtsherrschaft durch das Großherzogtum Hessen ausgeübt. Dabei wurden zugleich Verwaltung und Rechtsprechung getrennt. Erst infolge der Märzrevolution 1848 wurden mit dem „Gesetz über die Verhältnisse der Standesherren und adeligen Gerichtsherren“ vom 15. April 1848 die standesherrlichen Sonderrechte endgültig aufgehoben.